# Nola cucullatella
Bướm đêm áo khoác ngắn (Nola cucullatella) là một loài bướm đêm thuộc họ Nolidae. It is distributed through hầu hết châu Âu. Nó được sưu tập năm 2008 ở vùng Đại Vancouver của British Columbia (đảo Westham). 
Loài này nhỏ với sải cánh 15–20 mm. Ấu trùng ăn các loại cây rosaceous bao gồm táo, Cotoneaster, hawthorn, pear, Prunus, rowan và whitebeam. 

## Hình ảnh

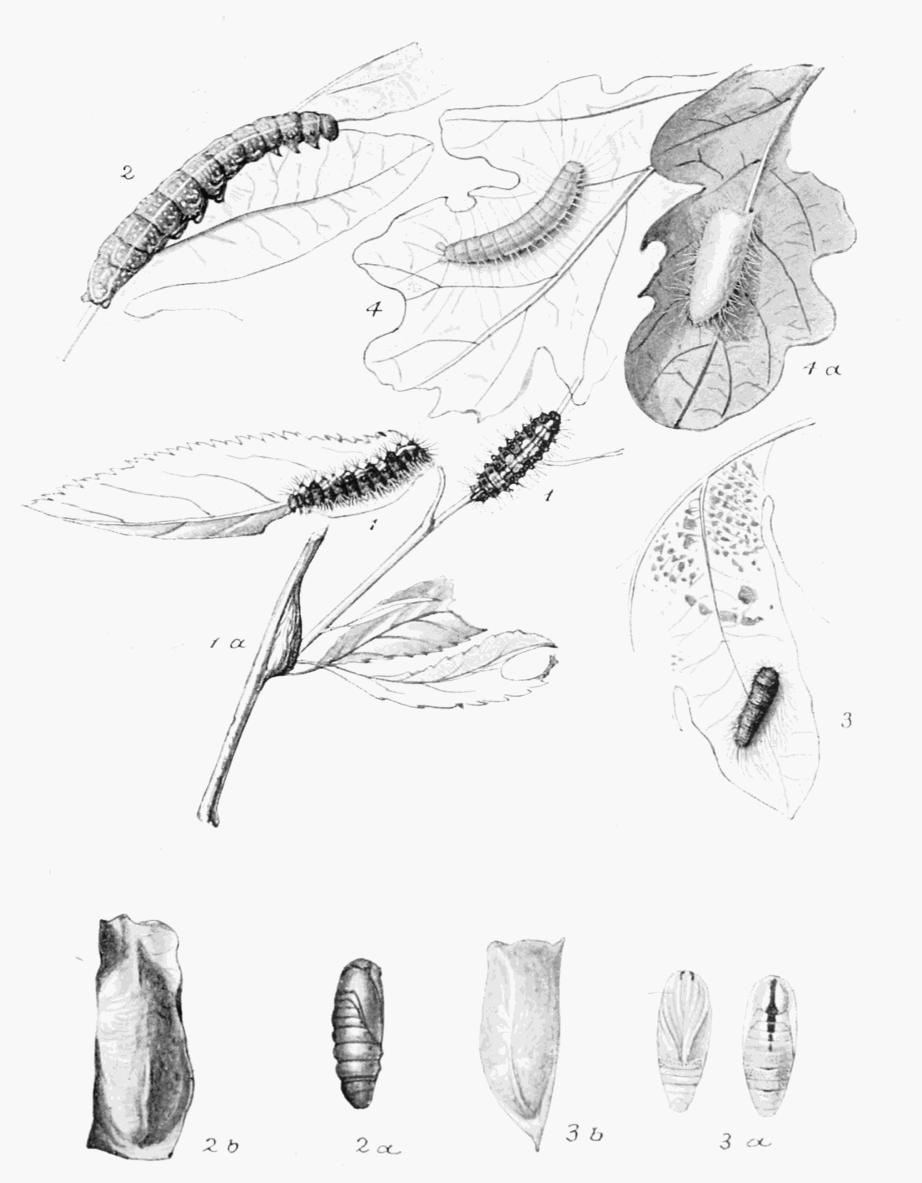
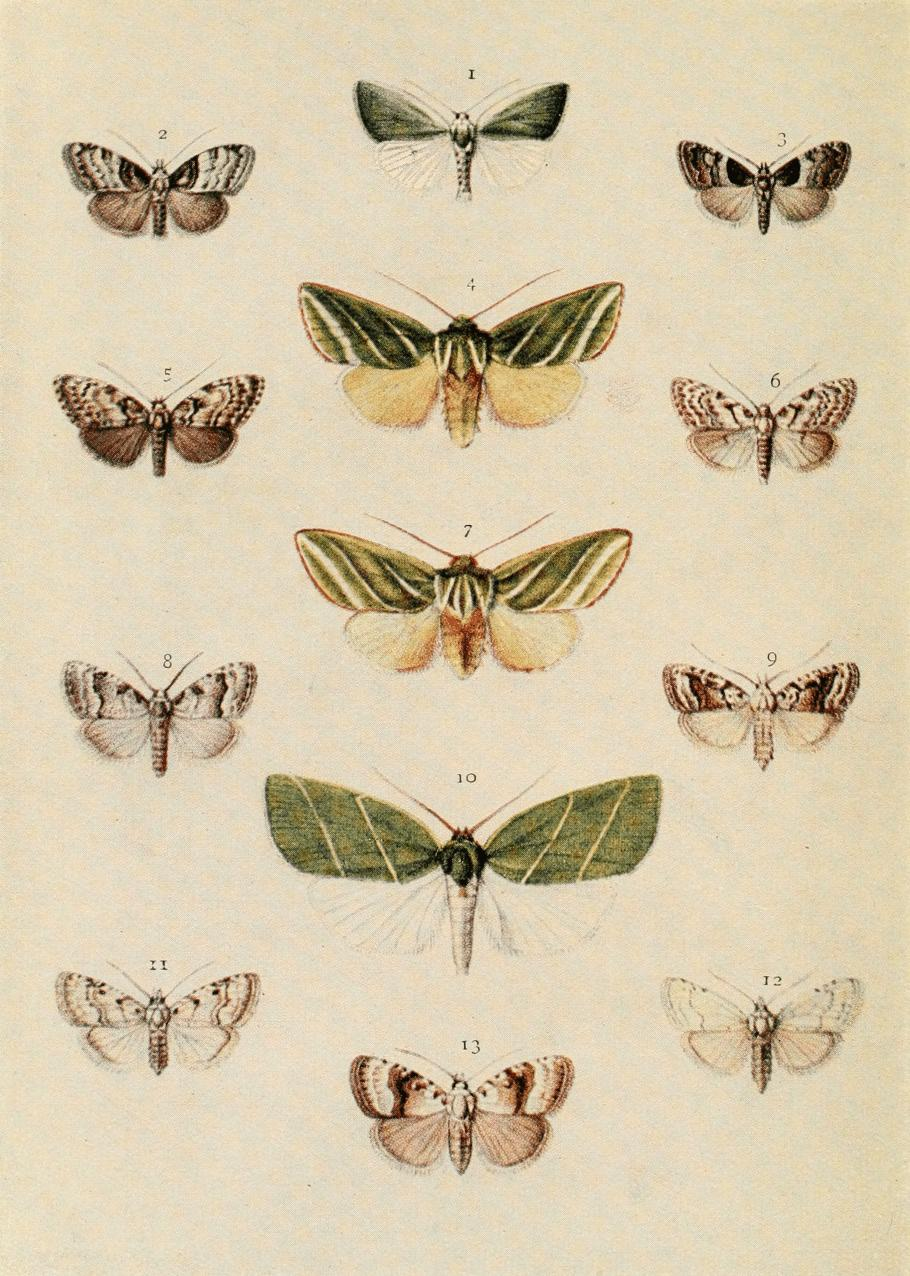
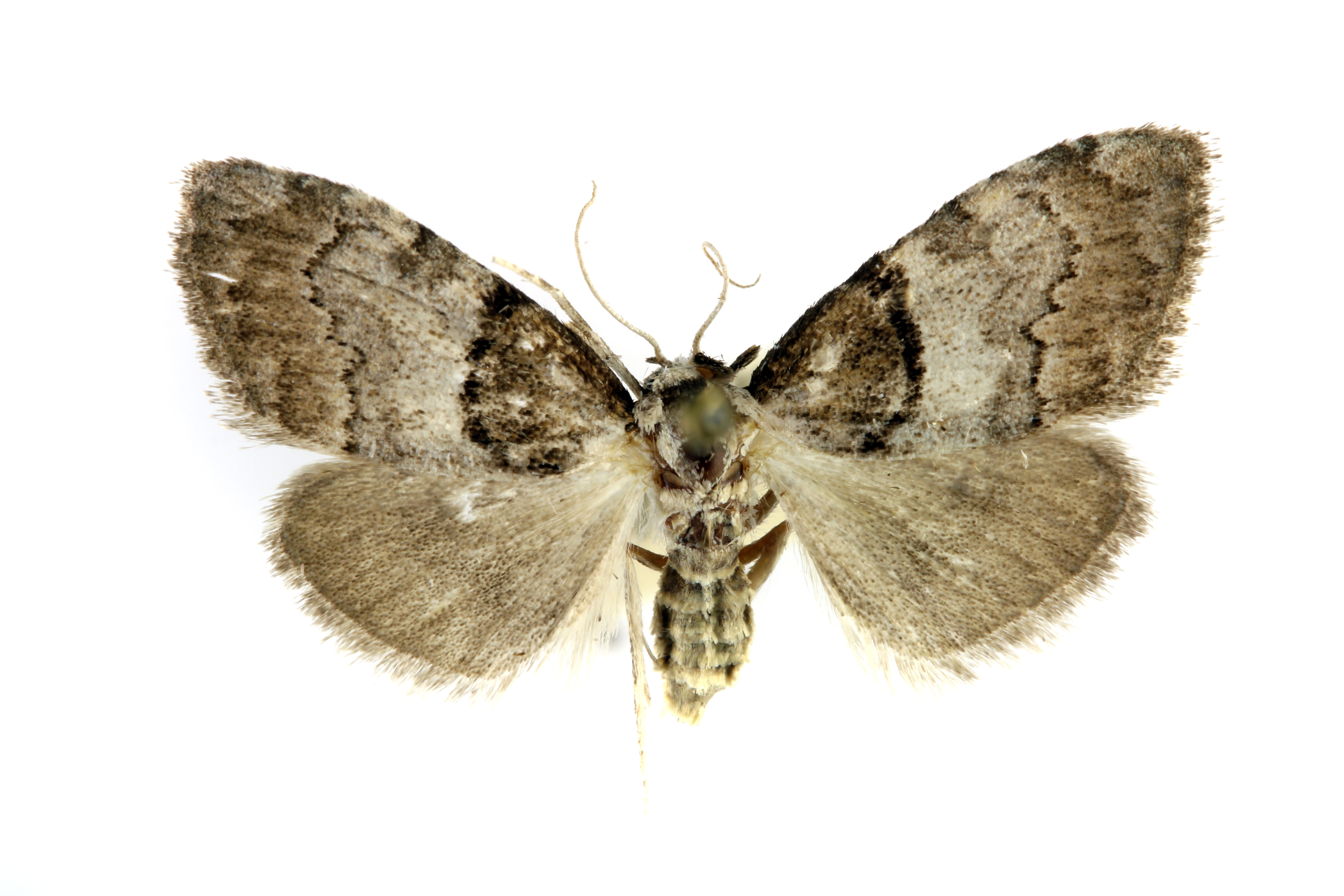
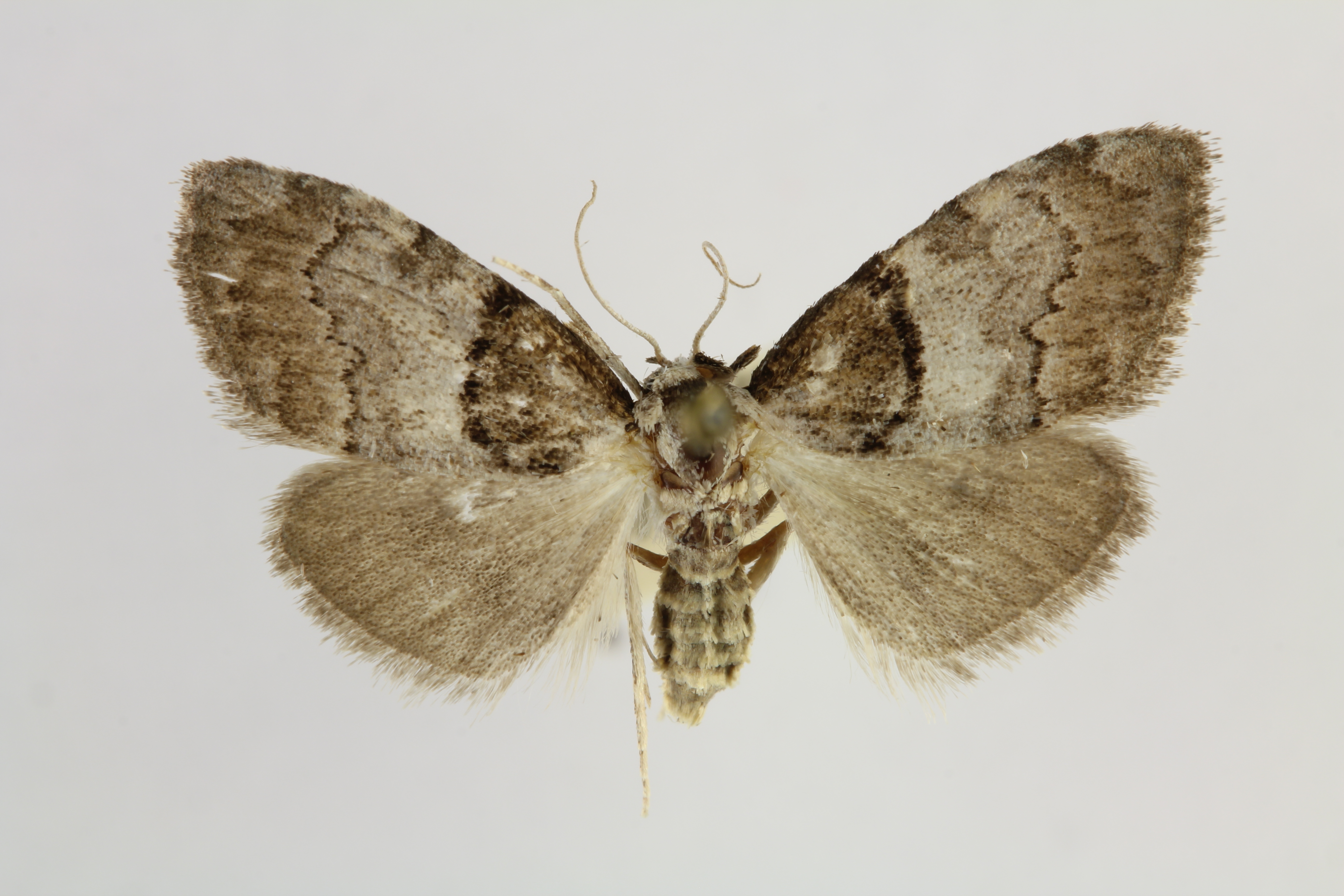